# Municipio de Piney Fork
El municipio de Piney Fork (en inglés: Piney Fork Township) es un municipio ubicado en el condado de Sharp en el estado estadounidense de Arkansas. En el año 2010 tenía una población de 944 habitantes y una densidad poblacional de 10,36 personas por km².

## Geografía
El municipio de Piney Fork se encuentra ubicado en las coordenadas 36°4′17″N 91°37′46″O / 36.07139, -91.62944. Según la Oficina del Censo de los Estados Unidos, el municipio tiene una superficie total de 91.15 km², de la cual 91,01 km² corresponden a tierra firme y (0,16 %) 0,15 km² es agua.

## Demografía
Según el censo de 2010, había 944 personas residiendo en el municipio de Piney Fork. La densidad de población era de 10,36 hab./km². De los 944 habitantes, el municipio de Piney Fork estaba compuesto por el 96,5 % blancos, el 1,8 % eran afroamericanos, el 0,74 % eran amerindios, el 0,11 % eran asiáticos, el 0,11 % eran de otras razas y el 0,74 % eran de una mezcla de razas. Del total de la población el 1,17 % eran hispanos o latinos de cualquier raza.